# Benito Arias Montano (gobernador)
Benito Arias Montano  (Fregenal de la Sierra de la Extremadura leonesa, Corona de España, 1588-f. Imperio español, 1641), fue un militar y marino español que desempeñó varios cargos coloniales, entre ellos el de gobernador de la provincia de Nueva Andalucía y Paria.

## Biografía
Benito Arias Montano había nacido en Fregenal de la Sierra (Badajoz) en 1588 y era hijo de Alonso Rodríguez Santos y de María Martínez, hermana del humanista Benito Arias Montano. Como su madre había muerto, en 1593 Benito emigraba con su padre a Venezuela en compañía de su hermano Juan que había nacido en 1586 
Mientras Juan adoptó los apellidos de su padre, Benito adoptaba los de su ilustre tío. Ambos hermanos se crían y se educan en Caracas y su padre, casa de nuevo, en 1607, con la joven Melchora de Vera Ibargoyen. Mientras Juan se dedica a colaborar en los negocios de su padre, Benito opta por dedicarse a la milicia. De la descendencia de Alonso Rodríguez Santo y Melchora de Vera Ibargoyen, nacería el libertador Simón Bolívar.

## La sal de la discordia
Después de una serie de servicios costeros que en sus primeros tiempos desempeña Benito, cuando asciende a capitán ocupará varios cargos en la costa venezolana defendiendo la fortaleza de Araya, y en las islas caribeñas combatiendo la piratería y desalojando a los holandeses de la isla de la Tortuga y la de Sint Maarten que robaban la sal de las salinas del Unare.
La sal de esta zona de Venezuela dio muchos quebraderos de cabeza a los gobernantes venezolanos y supuso mantener una serie de pleitos entre los gobiernos de España y de los Países Bajos que enturbiaron las relaciones diplomáticas de ambas naciones. Arias Montano, dedicó su vida militar en continua lucha con la defensa de las salinas y en rechazar a los holandeses. Estos conflictos nunca llegaron a solucionarse, ya que la concesión que formalmente habían solicitado los holandeses, definitivamente era rechazada por España en 1671.

## La nueva ciudad
Cuando en 1631 Arias Montano es nombrado gobernador de la región oriental llamada Nueva Andalucía, hace diligencias para fundar y poblar una ciudad que sirva de enlace entre Cumaná y los pueblos de misiones que comienzan a surgir en la comarca sur-oriental donde empezaban a llegar los misioneros españoles; y el 6 de diciembre de 1636, capitula la fundación de una ciudad, en la jurisdicción de Cumaná, con el capitán Juan Rengel de Serpa.
Un conflicto jurídico suscitado entre el conquistador Juan de Urpín y Arias Montano retrasó la decisión fundadora, pero en abril de 1637 comenzaba a materializarse la ciudad de Cumanacoa; luego de fundada la ciudad, el 11 de mayo sufrieron el primer ataque de los indios. Ataque recordado como el Agravio del día de San Mamerto. 
En 1639, el territorio pasaba bajo el dominio de Urpín por la Provincia de Nueva Barcelona en 1645 la ciudad se denominaba Santa María de Cumanacoa. El valle de cumanacoa fue epicentro de números ataques por parte de las tribus indígenas hasta su control absoluto por parte de la tribu cumanagoto. 
En el Año 1700 por mandato de su Majestad Felipe V envía al Capitán Pedro Antonio Arias y González Manso a resolver el conflicto del Valle. Se inicia una lucha armada con la tribu indígena Cumanagotos, que mantenían el control del Valle. Posicionando su navíos en Carúpano, se inició el Asedio hasta el Valle de Cumanacoa, un conflicto que duró dos años que acabó por restablecer el orden y la recuperación de todas las tierras por parte del Imperio Español, con la rendición de las tribus indígenas de la comarca y en especial los Cumanagoto, la comarca del Valle queda bajo el control del Capitán Pedro Antonio Arias y Gonzalez Manso. en 1703 se funda la ciudad con el nombre San Baltazar de los Arias, pero no llegó a estar bajo el mando de las Provincias de Nueva Andalucía y Paria y Nueva Barcelona, fue constituida y gobernada por un largo periodo como una Comarca independiente.